# Ranunculus aureopetalus
Ranunculus aureopetalus là một loài thực vật có hoa trong họ Mao lương. Loài này được Kom. miêu tả khoa học đầu tiên.